# ایلات خمسه
ایل‌های خمسه یا ایل‌های پنجگانه یک کنفدراسیون ایلی متشکل از پنج ایل با خاستگاه قومی متفاوت در فارس بود که در سال ۱۲۷۸ قمری بنابر برخی مقاصد سیاسی، اقتصادی و نظامی به فرمان دولت مرکزی تشکیل شد. پنج ایل خمسه شامل ایل‌های ترک‌تبار اینانلو، بهارلو و نفر؛ ایل فارس باصری و ایل عرب بودند. ایل‌های خمسه دومین گروه ایلی بزرگ فارس به‌شمار می‌آیند. قلمرو این ایل‌ها در منطقه وسیعی از شرق منطقه فارس بود.
دولت مرکزی با تشکیل این اتحادیه و سپردن رهبری آن به قوام‌الملک، در صدد مقابله با نفوذ و قدرت روزافزون قشقایی‌ها بود. یرواند آبراهامیان این اتحادیه را یک «ساخته مصلحتی… از پنج قبیله نامتجانس به سرکردگی یک اعیان‌زاده شهری» می‌شناخت که دستگاه سلطنت قاجاریه برای حفظ قدرت خود ایجاد کرده بود؛ اما با این حال «حریف قدرتمندی در برابر ایل قشقایی شمرده می‌شد و حتی سال‌ها بعد، در جنگ جهانی دوم به حکومت مرکزی در جنگ با قشقایی‌ها که هوادار آلمان‌ها بودند، با اعزام نفرات کمک شایانی کرد.»
پس از برکناری ابراهیم خان قوام در سال ۱۳۱۱، اتحاد خمسه مفهوم سیاسی ـ نظامی پیشین خود را از دست داد و امروزه همبستگی آنان بیشتر به شکل یک وحدت سنتی و فرهنگی بر جای مانده است. بیشتر عشایر خمسه در سده گذشته به خصوص پس از اصلاحات ارضی ۱۳۴۱ و انقلاب ۱۳۵۷، کوچ را کنار گذاشتند و در نقاط مختلف استان فارس ساکن شدند. ایل‌های خمسه گاه در منابع به‌عنوان عرب شناخته می‌شدند که به خاطر جمعیت بیشتر ایل عرب و نیروی غالب آنها بر سایر ایل‌ها بوده است.

## تاریخچه

### بنیانگذاری[یادداشت ۱]

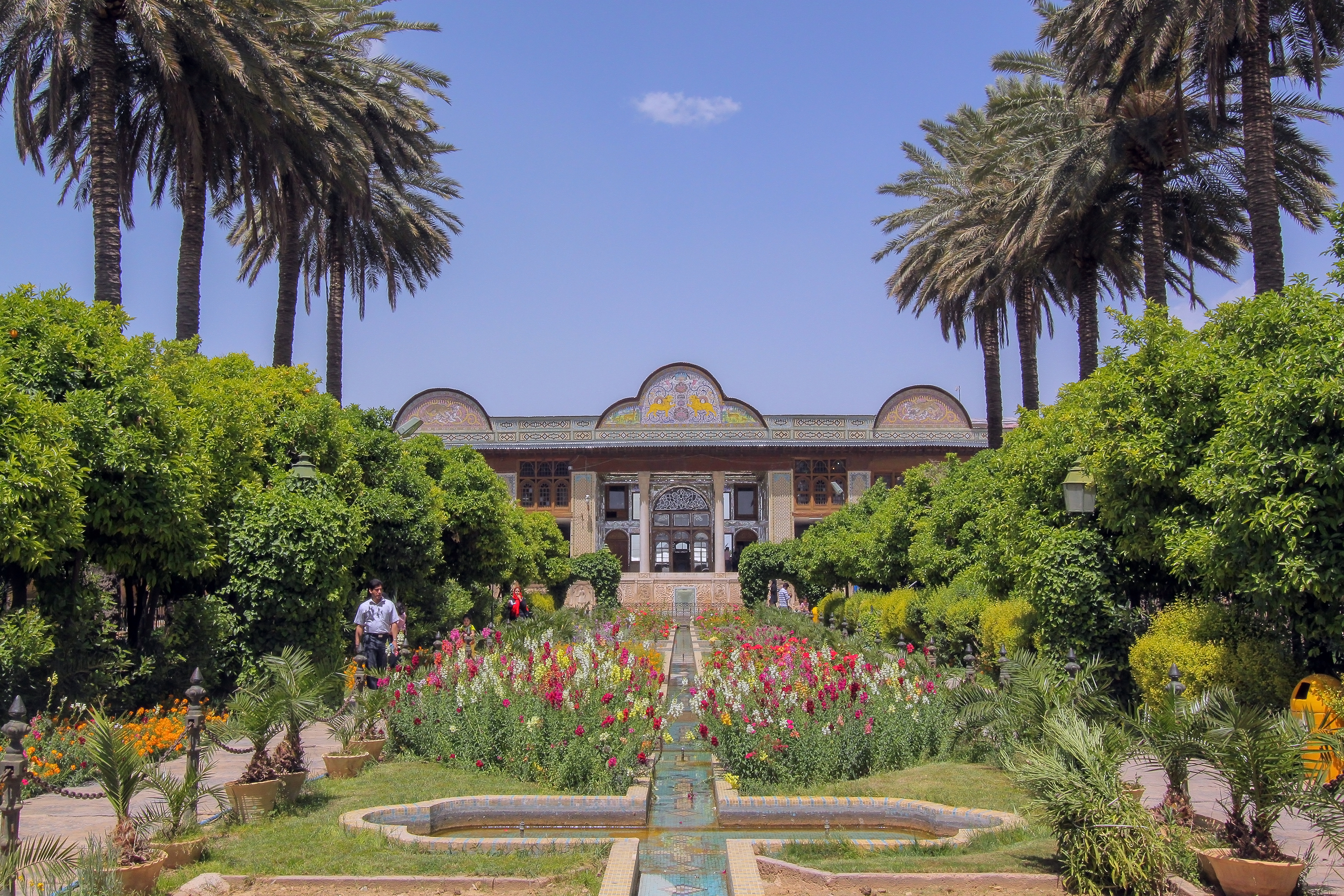
نارنجستان قوام، مقر خاندان قوام

تهماسب میرزا مؤیدالدوله والی فارس با کمک خاندان با نفوذ قوام‌الملک شیرازی اتحاد عشایری خمسه را در ۱۲۷۸ قمری (حدود ۱۲۴۰ خورشیدی) تشکیل داد تا هم در برابر قدرت روزافزون ایل قشقایی در منطقه مقابله کنند و هم امنیت راه‌های بازرگانی از بندرعباس و بنادر خارک و بوشهر به شیراز را برای حمل کالا فراهم نمایند.
بدین ترتیب پنج ایل کوچکتر اینانلو، باصری، بهارلو، عرب و نفر که خاستگاه قومی متفاوتی داشتند، در اتحادیه‌ای به نام خمسه که در زبان عربی به معنی «پنج» بود، جای داده شدند. نخستین رئیس ایل‌های خمسه، علی‌محمد خان قوام‌الملک نام داشت که تا زمان مرگش در آذرماه ۱۲۶۲ حکومت بر ایل را بر عهده داشت. پس از او فرزندش محمدرضا خان قوام‌الملک به ضابطی ایل رسید.
برخلاف ایلخان‌های قشقایی که به‌طور عمومی با طایفه‌های خود زندگی می‌کردند و از قدرت مطلق برخوردار بودند، قوامی‌ها شهرنشینانی بودند که بیشتر به گردش سالانه در ایل‌ها برای بازرسی بسنده می‌کردند. بنابراین به نظر می‌رسد ایل‌های خمسه بدون دستگاه اداری خاصی بود. این وضعیت تحمیل هر نوع نظم و انضباط بر قشون ایل‌ها را برای قوامی‌ها به‌طور تقریبی غیرممکن می‌کرد که در نتیجه آن، آنها گاه به غارت می‌پرداختند. با این وجود، دستیابی قوامی‌ها به ارتش عشایری باعث تغییر موازنه قوا در استان فارس شد.
با توجه به فلسفه تشکیل اتحادیه ایل‌های خمسه و ریاست قوام‌الملک، این اتحادیه در بیشتر مواقع در جهت خواسته‌های دولت مرکزی و منافع محلی قوام‌الملک گام برمی‌داشت. به طور مثال در حدود سال‌های ۱۲۷۰ در جریان نهضت تنباکو، محمدرضا خان قوام‌الملک در راستای پشتیبانی از سلطنت ناصرالدین شاه به مبارزه با جنبش مردمی علیه امتیاز تنباکو برخاست و مردان مسلح ایل‌های خمسه به دستور او تظاهرات مردمی را به رگبار بستند.

### ناآرامی‌های فارس
رقابت مداوم ایلخانان قشقایی و حکام ایل‌های خمسه، به‌خصوص در دوران انقلاب مشروطه، عامل بسیاری از حوادث تلخ و ناآرامی‌های فارس بود و آسیب‌های بسیار بر عموم مردم وارد کرد. خاندان قوام‌الملک در این دوران از سران و تفنگچیان ایل‌های خمسه در جهت اهداف خود استفاده می‌کردند و گاه خان‌های این ایل‌ها برضد خاندان قوام و حکومت شیراز شورش می‌کردند.
از دیدگاه دولت مرکزی، ایجاد اتحادیه خمسه به هدف خود رسیده بود، زیرا در طول سده بعد، دو گروه ایلی رقیب، یعنی خمسه و قشقایی‌ها درگیر یک رقابت و مبارزه دائمی و متقابل برای برتری در فارس بودند. همچنین با این وضعیت قشقایی‌ها هیچگاه نتوانستند تمامی ایل‌ها و طایفه‌های استان را متحد کنند. اما با این حال کمک چندانی به کاهش دزدی و باجگیری در جاده حیاتی شیراز - بوشهر نشد.

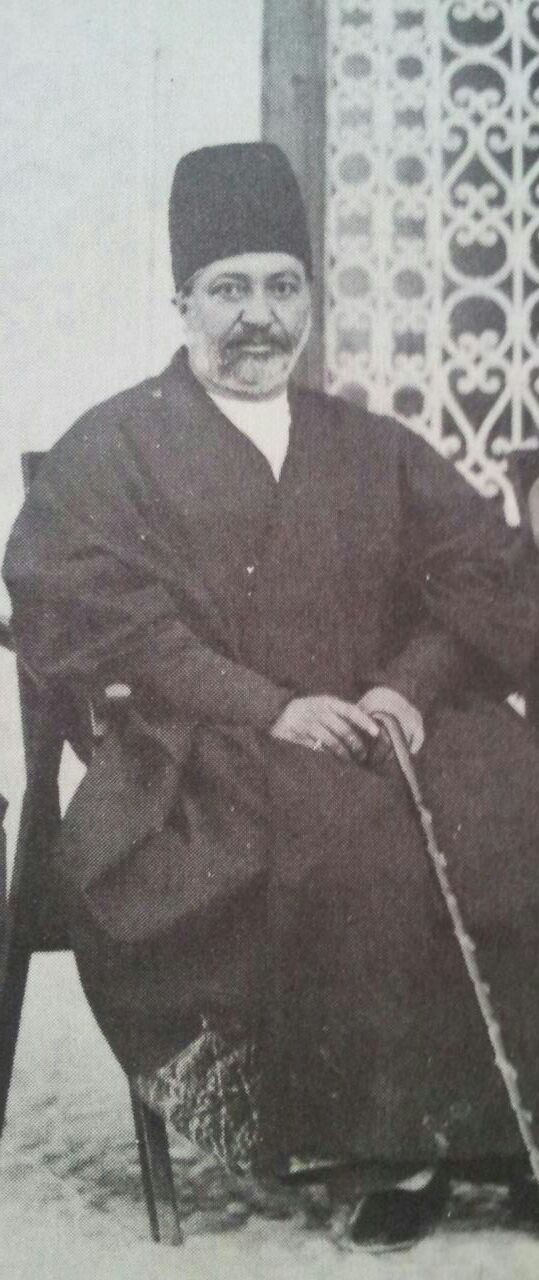
محمدرضا خان قوام‌الملک در ۱۲۸۱ خورشیدی

از آنجایی که منافع تجاری خاندان قوامی با انگلیسی‌ها منطبق بود، ایل‌های خمسه به‌طور عمومی از اهداف بریتانیا در جنوب ایران پشتیبانی می‌کردند. هنگامی که انقلاب مشروطه آغاز شد، انجمن فارس که تحت تسلط عناصر مذهبی بود، علیه قوامی‌ها دست به کار شد، زیرا آنها از سلطنت‌طلبان پشتیبانی می‌کردند و به‌عنوان دست‌نشانده انگلیسی‌ها در نظر گرفته می‌شدند. صولت‌الدوله، ایلخان قشقایی، با سوء استفاده از این موقعیت، با نیروهای انجمن متحد شد. بدین ترتیب او پایگاه سیاسی ارزشمندی را در شیراز که پایگاه سنتی قوامی‌ها بود، به دست آورد، در حدی که چندین بار افراد قشقایی به داخل شهر لشکرکشی کردند. در اسفند ۱۲۸۶، با ترور محمدرضا خان قوام‌الملک، و سوء قصد به جان پسر بزرگش حبیب‌الله خان، توسط نعمت‌الله بروجردی، از مشروطه‌خواهان طرفدار معتمد دیوان کواری، کل استان به آشوب کشیده شد.
در دوره دوم مجلس شورای ملی، آشوب در فارس شدیدتر شد و قوام با قشون عشایری و شهری خود به سختی در برابر یورش‌های مکرر قشقایی مقاومت کردند. در مرداد ۱۲۸۹ حبیب‌الله خان قوام‌الملک، سومین رئیس خمسه، به عنوان والی فارس منصوب شد. اما او نتوانست مانع از برانگیختن شورش بزرگ در شیراز در مهر ماه همان سال توسط صولت‌الدوله شود. سپس دولت مرکزی تصمیم گرفت حسینعلی خان نظام‌السلطنه را به امید برقراری تعادل در بین دو جناح قوامی و قشقایی، به عنوان والی فارس منصوب کند. با این حال، به‌زودی آشکار شد که او نیز شدیداً طرفدار صولت‌الدوله بود و به محض اینکه در دی‌ماه به شیراز رسید، درگیر مناقشه شدیدی با قوام شد.
در فروردین‌ماه ۱۲۹۰، نظام‌السلطنه دستور به دستگیری حبیب‌الله خان، برادرش نصرالدوله و چند تن دیگر از خاندان قوام را داد. او سپس در اردیبهشت‌ماه، پس از اینکه توسط دولت مرکزی از اعدام رهبران قوامی منصرف شد، آنها را به تبعید فرستاد. کاروان آنها در حوالی خانه زنیان در جاده بوشهر مورد حمله نیروهای قشقایی قرار گرفت. در این حمله نصرالدوله کشته شد ولی حبیب‌الله خان توانست از آن مهلکه فرار کند و به شیراز بازگشت. او در آنجا به کنسولگری بریتانیا پناهنده شد و از آنها درخواست کمک کرد. انگلیسی‌ها تا آن زمان متقاعد شده بودند که شکست قوامی‌ها دوره‌ای از هرج و مرج بی‌نظیر را در جنوب ایران در پی خواهد داشت. بنابر این آنها با اکراه و با‌وجود اینکه طبق قرارداد ۱۹۰۷، شیراز در منطقه بی‌طرف قرار داشت، در تیرماه همان سال مقدار قابل توجهی پول به حبیب‌الله خان دادند تا نیروی جدیدی را جمع‌آوری و مسلح کند. آنها همچنین قشقایی‌ها را تهدید کردند که در صورت عدم عقب‌نشینی از شیراز، به مداخله نظامی مستقیم خواهند پرداخت. در نهایت، آنها ژاندارمری افسران سوئدی برای پلیس راه شیراز–بوشهر و دیگر شریان‌های تجاری مهم را راه‌اندازی کردند.
رقابت قوامی‌ها و قشقایی‌ها با انتخاب طرف‌های متضاد در جنگ جهانی اول تشدید شد. انگلیسی‌ها برای حفاظت از میادین نفتی خود در خوزستان و عراق به امنیت در فارس نیاز داشتند؛ بنابراین هر چه در توان داشتند برای پشتیبانی از قوام انجام دادند. در پاییز ۱۲۹۴، آنها حتی پیروز شدند یک بار دیگر دولت ایران را متقاعد کنند که حبیب‌الله خان را به‌عنوان سرپرست ایالت فارس منصوب کند. از سوی دیگر آلمانی‌ها می‌خواستند در فارس آشوب ایجاد شود تا مناطق نفتی انگلیس تهدید شود و زمینه را برای حمله احتمالی عثمانی به ایران هموار کند. بر این اساس، آنها یکی از عوامل تحریک کننده توانا خود، ویلهلم واسموس را به شیراز فرستادند تا افسران آلمانی طرفدار ژاندارمری و سایر عناصر مخالف را برای شورش علیه انگلیسی‌ها ترغیب کنند. در آبان‌ماه همان سال، آلمانی‌ها در شیراز کودتا کردند که در جریان آن کنسول انگلیس و یازده رعیت دیگر انگلیس به اسارت درآمدند.
با این حال، پیروزی واسموس زودگذر بود، زیرا حامیان او بیشتر قبایل ساحلی دشتستان و تنگستان بودند که از شیراز بسیار دور بودند. افزون بر این، کودتاگران با بی‌احتیاطی به حبیب‌الله خان اجازه داده بودند تا به بوشهر فرار کند، جایی که او پناهگاه امنی در کنسولگری بریتانیا پیدا کرده بود. در بهمن‌ماه، رهبر قوامی‌ها با ارتش بزرگی که توسط انگلیس تدارک دیده شده بود، عازم شیراز شد. او در راه در یک رویداد شکار کشته شد. ابراهیم خان قوام‌الملک، پسر و جانشین او به‌عنوان چهارمین رئیس ایل‌های خمسه، شیراز را بازپس گرفت. سپس ابراهیم خان به‌عنوان والی فارس منصوب شد و یک ارتش جدید به نام پلیس جنوب به رهبری پرسی سایکس برای پیشگیری از کودتای دوباره آلمانی‌ها سازماندهی شد.
در شرایطی که قوام‌الملک در نهایت تن به همکاری با پلیس جنوب علیه مردم و صولت‌الدوله قشقایی داده بود، برخی از طایفه‌ها و ایل‌های خمسه به نبرد و مبارزه علیه پلیس جنوب پرداختند و مشکلات بسیاری برای آن بوجود آوردند. در این راستا بسیاری از طایفه‌ها در ایل‌های عرب، باصری و بهارلو در شرق و جنوب شرق با پلیس جنوب درگیر شدند که تلفات بسیاری بر آنها وارد شد. پلیس جنوب همچنین درگیری‌ها و زد و خوردهای بسیاری با مردم کرمان و یزد و قشقایی‌ها نیز داشته که تلفات و صدمات آنها نیز بسیار سنگین بود. برای نمونه در یک درگیری پلیس جنوب با ایل عرب ۲۴ مرد، زن و بچه کشته و زخمی و پنج مرد دیگر اسیر شدند و روستای آنها نیز غارت شد.
واسموس در آن دوران بیشتر نیروی خود را صرف اتحاد با قشقایی‌ها و دیگر قبایل در مرکز فارس کرد. صولت‌الدوله علاقه‌مند با اتحاد با او بود، زیرا همچنان از انگلیسی‌ها به‌دلیل پشتیبانی آنها از قوام در سال‌های گذشته کینه داشت و تشکیل پلیس جنوب را طرحی انگلیسی برای تحکیم قدرت قوام می‌دانست. اما در بهار ۱۲۹۷ که صولت سرانجام تصمیم گرفت دست به اقدامی بزند، جنگ جهانی به‌طور تقریبی به پایان رسیده بود و نیروهای انگلیسی در جنوب ایران در اوج قدرت خود بودند. در نتیجه، ارتشی که تدارک دیده‌بود بطورکامل شکست خورد.
در پایان جنگ قوامی‌ها به قدرت سیاسی غالب در استان فارس تبدیل شدند. ابراهیم خان بنا به درخواست‌های مکرر عبدالحسین میرزا فرمانفرما والی فارس و پرسی سایکس در حالی که صولت‌الدوله از مقام ایلخانی خلع شده بود و حتی برادرانش سردار احتشام و سالار حشمت همراه با محمدعلی خان کشکولی نیز از او جدا شده بودند و به جنگ علیه او می‌پرداختند، موقعیت را برای یکه‌تازی در ایالت فارس و از بین بردن رقیب اصلی خویش مناسب دیده با چهار هزار نفر از ایل‌های عرب و بهارلو به دنبال صولت‌الدوله در فیروزآباد رفت. در جنگی که این میان درگرفت صولت‌الدوله شکست خورد و فیروزآباد توسط سردار احتشام تصرف شد. ناصر دیوان نیز که از متحدین صولت‌الدوله بود، پس از تصرف کازرون توسط نیروهای ژنرال السمی، ابتدا به کوه‌های اطراف متواری شد و پس از مدتی در شیراز به قوام‌الملک پناهنده شد. ناصر دیوان توانست از انگلیسی‌ها فراهم بگیرد و با پرداخت مبلغی پول به قوام‌الملک آزاد شود.
با وجود اینکه قوامی‌ها در این دوران قدرت غالب فارس بودند، به‌دلیل رابطه همزیستی که با انگلیسی‌ها داشتند، در میان مردم به‌طور گسترده‌ای را به عنوان خائن به ملت ایران به‌شمار می‌رفتند. این احساس در کتاب بسیار بحث‌برانگیز ابوالفضل قاسمی به نام «تاریخ سیاه حکومت خانواده‌ها در ایران» بیان شده است.

### در دوره پهلوی
پس از به قدرت رسیدن خاندان پهلوی، ابراهیم خان در ابتدا با رضا شاه به خوبی کنار آمد. هنگامی که نوردن در سال ۱۳۰۶ از فارس بازدید کرد، به او گفته شد که رهبر قوامی‌ها «تنها خانی در ایران بود که اجازه داشت تفنگ‌های خود را در زمان صدور فرمان بزرگ خلع سلاح [در دوره رضا شاه] نگه دارد» و او «دوست نزدیک رضا» بود. اما اندکی پس از آن، خشم رضا شاه از او برانگیخته شد، زیرا ایل‌های خمسه، به‌ویژه ایل‌های بهارلو و عرب، نقش عمده‌ای در شورش عشایری ۱۳۰۹-۱۳۰۷ فارس ایفا کردند. در نتیجه ابراهیم خان در ۱۳۱۱ از حکمرانی فارس برکنار شد. او سپس وادار به اقامت دائم در تهران شد که در آنجا به نمایندگی مجلس رسید. با برکناری او حکومت ۷۳ سالهٔ خاندان قوام‌الملک بر ایل‌های خمسه پایان گرفت.
در پی تبعید ابراهیم خان، اموال قوامی‌ها مصادره، ایل‌های خمسه به شدت سرکوب و رهبران شورشی آنها دستگیر شدند. هنگامی که ایل‌ها همچون دیگر عشایر ایران وادار به تخته‌قاپو شدند، سختی‌های بیشتری بر آنها وارد شد. هنگامی که الیور گارود در سال ۱۳۲۴ از فارس بازدید کرد، مشاهده کرد که بهارلوها «متأسفانه از تأثیرات مالاریا و بیماری‌هایی که در اثر انباشت آلودگی در سکونتگاه‌های آنها به وجود آمده است، منحط شده‌اند» و بسیاری از طایفه‌های ایل عرب «در وضعیت اسفباری قرار دارند؛ به طوری که [برای گذران زندگی] به گدایی و دزدی‌های کوچک وادار شده‌اند.» آبادی‌نشین شدن باصری‌ها نیز در مناطق سردسیر تلفات سنگینی به آنان وارد کرد.
در زمان اشغال ایران در جنگ جهانی دوم در جریان جنبش جنوب قشقایی‌ها با گمان اینکه حمله آلمانی‌ها به قفقاز آغازی برای لشکرکشی آنها به ایران و آزادی ایران از دست انگلیسی‌هاست، همچون جنگ جهانی اول طرف آلمانی‌ها را گرفتند. انگلیسی‌ها که دوباره از اتحاد ارتشیان هوادار آلمان با قشقایی‌ها بیمناک شده بودند، دولت مرکزی را واداشتند تا سپهبد شاه‌بختی را فرمانده نیروهای جنوب و به استانداری فارس منسوب کند تا وی قشقایی‌ها را سرکوب کند. بدین ترتیب در اردیبهشت ۱۳۲۲ با حمله نیروهای تحت فرمان شاه‌بختی به قشقایی‌ها جنگی در فارس آغاز شد. در نبرد اول موسوم به قلعه پریان قشقایی‌ها پیروزی‌های زیادی به دست آوردند اما در نبرد دشت موک با یورش نیروهای خمسه که توسط انگلیسی‌ها تجهیز شده بودند، ورق برگشت و ناصر خان قشقایی دستور عقب‌نشینی داد.
برخلاف قشقایی‌ها، که تحت رهبری روشنفکرانه چهار پسر صولت‌الدوله، پس از جنگ جهانی دوم به‌طور کامل احیا شدند، ایل‌های خمسه هرگز سطح رفاه سابق خود را به دست نیاوردند. به مرور پس از برکناری ابراهیم خان، اتحاد خمسه مفهوم سیاسی ـ نظامی پیشین خود را از دست داد و همبستگی ساختگی ناپایدار میان ایل‌های پنجگانه به سستی گرایید و یک وحدت و همبستگی سنتی ایلی-عشایری جایگزین آن شد. در جریان شورش عشایری ۱۳۴۶-۱۳۴۱ فارس نیز ایل‌های خمسه برخلاف سایر ایل‌های ساکن در فارس هیچ نقش قابل توجهی نداشتند و اعلام بی‌طرفی نمودند. در این دوره کلانتر ایل باصری محمد خان ضرغامی در پی اعدام بهمن قشقایی، یکی از سران شورشی که در اسفند ماه ۱۳۴۳ با وساطت او تسلیم شده‌بود، دست به اعتراض گشود که به ۱۵ سال حبس و تبعید محکوم شد.

## جمعیت
بنابر آمار سال ۱۸۷۰ ایوانف کل عشایر خمسه ۳۴ هزار خانوار و نزدیک به ۱۷۰ هزار نفر جمعیت داشته‌اند. همین‌طور در سال ۱۸۹۴ به نقل از تومانسکی ۲۹٬۸۷۰ چادر در ایل‌های خمسه برپا بوده است. دومورینی نیز در ۱۹۱۱ ایل‌های خمسه را ۳۴٬۵۰۰ خانوار ذکر می‌کند. با در نظر گرفتن اینکه در ایران سرشماری‌ها بر پایه زبان و قومیت انجام نمی‌شوند، درحال حاضر آمار دقیقی از جمعیت ایل‌ها در دست نیست؛ با این حال در سال ۱۳۹۷ اعلام شد که این ایل‌ها حدود ۷۰۰ هزار نفر جمعیت دارند.

## صنایع دستی

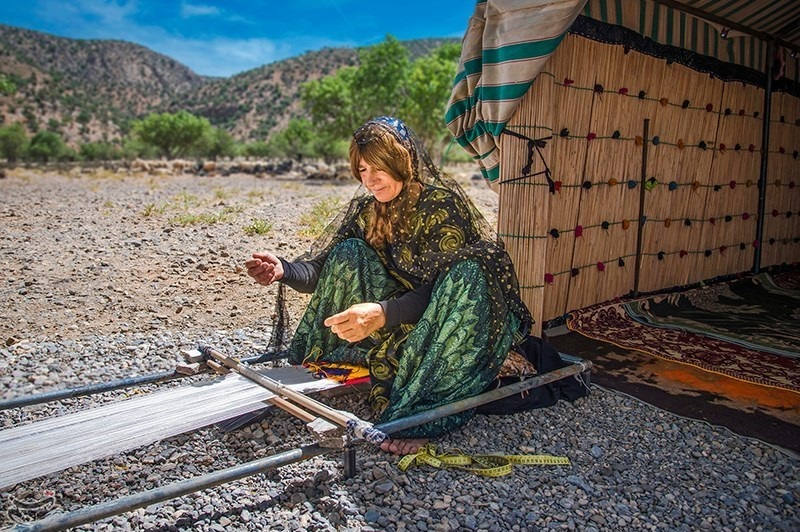
یک زن باصری درحال قالی‌بافی

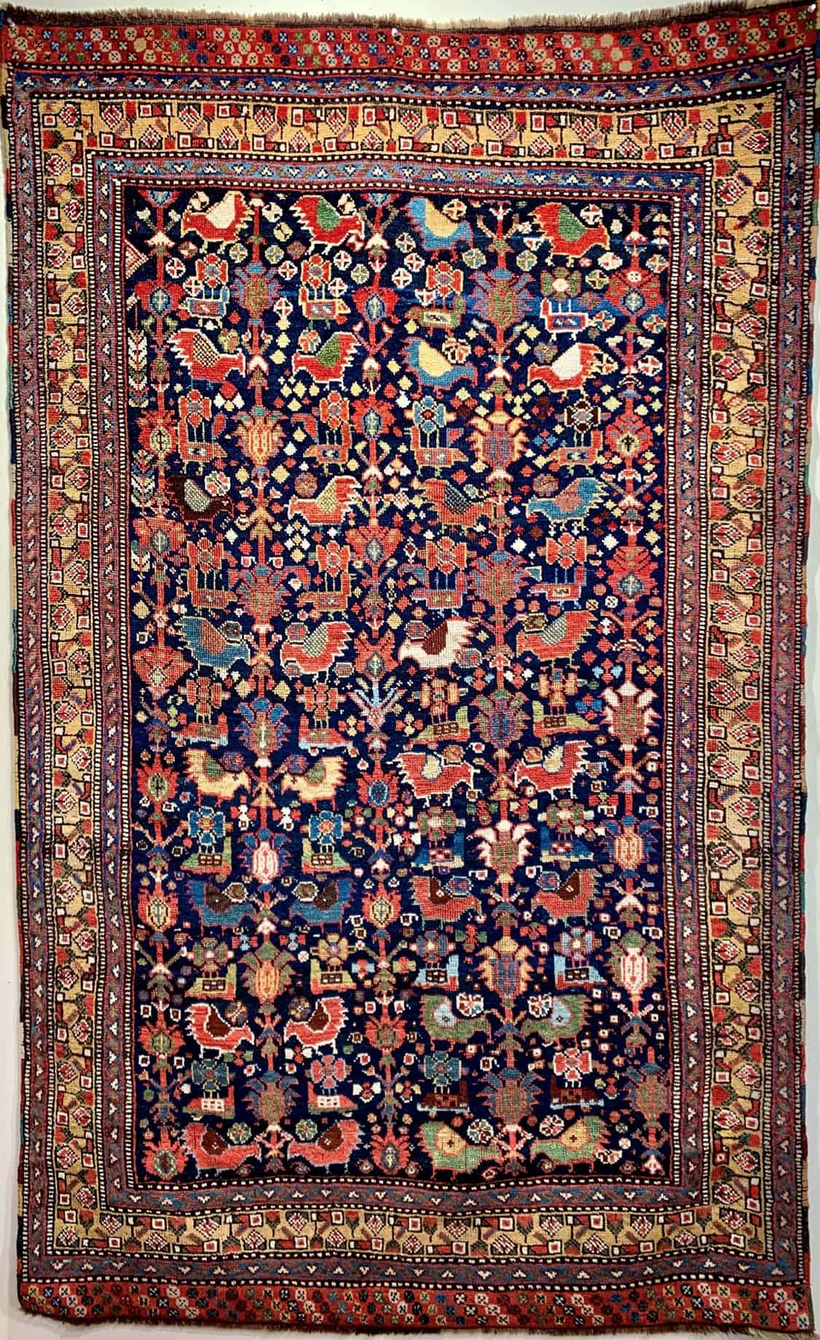
یک قالی بافته‌شده در ایل‌های خمسه مربوط به حدود سال ۱۲۶۰ خورشیدی

حدود ۶۰٪ تولیدات قالی فارس توسط ایل‌های خمسه و روستاهای منطقه کوچ آن‌ها انجام می‌شود. بیشتر قالی‌های ایل‌های خمسه توسط ایل‌های باصری و عرب ساخته می‌شود و فرش‌های این دو طایفه دارای طرح‌های متنوعی است.
نباید پنداشت که ایل‌های خمسه یک مجموعه قومی و فرهنگی یکپارچه و هماهنگ و متشکل است که سنت و شیوه فرشبافی همسان و واحدی دارد. ایل‌های خمسه اتحادیه سیاسی نااستواری بود که در اواخر سده ۱۳ برای مقابله با قدرت سیاسی روزافزون ایل قشقایی ایجاد شد؛ بنابراین نمی‌توان هیچ‌یک از دستبافته‌های فارس را تحت عنوان خمسه طبقه‌بندی کرد چرا که خمسه یک مکتب خاص و یکپارچه بافندگی که ویژگی‌های متمایز داشته باشد، نیست.
فرش‌بافی این قوم ابتدا به صورت تفریحی و برای همراهی زنان عشایر در کسب درآمد هنگام کوچ انجام می‌شد، اما با یکجانشینی این هنر به صورت حرفه‌ای‌تر دنبال شد روستا نشینی و کمتر شدن کار و زحمت زندگی عشایری، باعث شد زمان بیشتری برای بافت قالی وجود داشته باشد، امروز بیشتر بافندگان ایل‌های خمسه را زنان روستانشین میانسال تشکیل می‌دهند. به‌طور کلی تولید دستبافته‌ها از مرحله ابتدایی تا آخرین مرحله به دست زنان صورت می‌گیرد. دار قالی عشایر افقی است و بافنده برای بافتن بر روی زمین می‌نشیند. علت استفاده عشایر از دار افقی به این دلیل است که با زندگی کوچ نشینی آن‌ها هماهنگی داشته و حمل آن بر پشت چارپایان به سهولت انجام می‌گیرد.
ایل عرب نقش بسیار پررنگی در تولید قالی دارد. طبق پژوهش‌های انجام شده حدود ۴۰ درصد از فرش‌های دستباف استان فارس توسط اعراب خمسه بافته می‌شود. قالی باصری نیز ازجمله صنایع دستی است که شهرت جهانی دارد و وجود قالی باف‌های بسیار در منطقه، باعث آن شده که قالی فارس به عنوان میراث فرهنگی و معنوی بشر در سازمان یونسکو ثبت شود.

## سرزمین و کوچ

نقشه کوچ و اسکان ایل‌های خمسه
اینانلو
باصری
بهارلو
عرب
نفر

به‌طور کلی سرزمین کوچ ایل‌های خمسه در نیمه شرقی استان فارس و در مقابل قشقایی‌ها که در غرب بودند، قرار داشت. اینالوها در گذشته تابستان را در بلوک رامجرد، مرودشت و قنقری بالا زمستان را در بلوک خفر، داراب و فسا می‌گذراندند و امروزه بیشتر آنها در دشت قره‌بلاغ فسا ساکن شده‌اند. بهارلوها نیز در گذشته رامجرد، مرودشت، قنقری پایین و کمین را به‌عنوان ییلاق و داراب و ایزدخواست لارستان را به‌عنوان قشلاق برگزیده بودند ولی امروزه به‌طور عمده در حوالی داراب یکجانشین شده‌اند. تابستانگاه ایل نفر نیز مرودشت و آباده طشک و زمستانگاه آنها در جنوب لارستان بود و در دهه‌های گذشته بیشتر آنها در مرودشت ساکن شده‌اند و چندین تیره از آنها نیز در صحرای باغ لارستان حضور دارند.
سرزمین سردسیر باصری‌ها از جنوب کوه بل در سرحد چهاردانگه تا دشت مرغاب و مرودشت و گرمسیر آنها در کربال، جهرم، جویم و شمال‌غربی لارستان بود و امروزه عمده آنها در حوالی مرودشت و پاسارگاد و گروه کوچکتری در بخش کردیان جهرم ساکن شده‌اند.
ییلاق ایل عرب در بلوک بوانات، قنقری، سرچهان و دشت مرغاب و قشلاق آنها نیز در داراب، فسا، نی‌ریز، زرین‌دشت، جهرم و احمدی بود و امروزه بیشتر آنها در گرمسیر به‌ویژه فسا و عده کمتری در بوانات و سرچهان ساکن شده‌اند.